# هال تومسون
هال تومسون (بالإنجليزية: Hal Thompson)‏ هو لاعب كرة قدم أمريكية أمريكي، ولد في 18 أكتوبر 1922 في ماناسكوان في الولايات المتحدة، وتوفي في 26 أبريل 2006 في ريهوبوث بيتش في الولايات المتحدة.

## وصلات خارجية
- هال تومسون على موقع مرجع كرة القدم المحترفة.كوم (الإنجليزية)